# Morogoro
Morogoro je město ve východní Tanzanii. Leží asi 196 kilometrů západně od Dar es Salaamu, nejlidnatějšího města v zemi, v nadmořské výšce asi 509 m n. m. v podhůří pohoří Uluguru. Je hlavním městem regionu Morogoro. V roce 2022 ve městě žilo 471 409 obyvatel.
Nachází se zde několik vysokých škol, jmenovitě Sokoine University of Agriculture, Muslim University of Morogoro a Jordan University College. Kolem města se díky příznivému teplému tropickému klimatu hojně pěstuje agáve sisalová. Partnerskými městy jsou Milwaukee v USA, Linköping ve Švédsku a Vaasa ve Finsku.
V srpnu 2019 ve městě vybouchla cisterna s palivem; tragédie si vyžádala celkem 100 obětí na životech.